# Ермаков, Мстислав Петрович
Мстислав Петрович Ермаков (27 июня 1873, Кронштадт, Санкт-Петербургская губерния, Российская империя — 28 августа 1960, Париж) — русский генерал-лейтенант флота (1920), инженер-механик. Участник Первой мировой войны и Гражданской войны в России на стороне ВСЮР.

## Биография
Родился 27 июня 1873 года. Окончил Морское инженерное училище в 1896 году. Плавал на броненосце «Александр II» младший инженер-механиком. В Черноморском флоте служил на броненосце «Ростислав». В 1908 году в отпуску, с 1909 года в запасе флота по Корпусу инженер-механиков, подполковник, с зачислением в морское ополчение губернии. Поступил инспектором Русского пароходного общества, совершавшего рейсы между Одессой и Дунаем, позднее, накануне Первой мировой войны получил место управляющего. На 1911 год — командор Екатерининского яхт-клуба в Одессе. Семья проживала в Одессе на Греческой улице 12.
В 1914 году с началом войны все суда Русского дунайского пароходства, а также пароходы частных судовладельцев были мобилизованы по военно-судовой повинности и включены в состав созданной на Дунае Экспедиции особого назначения. Во время Первой мировой войны Ермаков был главным морским инженером Дунайской флотилии. Был произведен в капитаны 1-го ранга «за особые труды, вызванные обстоятельствами войны» приказом от 9 ноября 1915 года. На январь 1917 года помощник Экспедиции особого назначения по хозяйственной части.
Участник Гражданской войны в России на стороне ВСЮР. Генерал-майор флота. В 1919—1920 годах в Севастополе возглавлял работы по восстановлению и ремонту кораблей Черноморского флота ВСЮР. Организовывал средства для Новороссийской эвакуации. Генерал-лейтенант флота (ноябрь 1920). В ноябре 1920 года подготовил к переходу в Константинополь большое число судов и осуществил техническое обеспечение проводимой вице-адмиралом М. А. Кедровым эвакуации Русской армии генерала П. Н. Врангеля из Крым, являлся младшим флагманом, возглавляя 4-й отряд эскадры. После ухода эскадры в Бизерту старший морской начальник в Константинополе. Состоял на службе Французского флота в Константинополе при управлении Русского флота, под французским контролем, как официальный представитель вице-адмирала М. А. Кедрова. Жил на бывшем гидрографическом судне «Казбек», пришвартованном в бухте Золотой Рог вместе с семьей.
В эмиграции жил в Париже и работал инженером-механиком. Был избран почетным членом Морского собрания. Был председателем инженер-механиков и корабельных инженеров в составе Военно-морского союза. Оказывал большую помощь русским беженцам страдающим туберкулезом.
Был масоном, состоял в одной из масонских лож Великого востока Франции.
Скончался 28 августа 1960 года в Париже. Похоронен на русском кладбище Сент-Женевьев де Буа.

## Семья[3]
- Жена — Валентина Михайловна Ермакова (урожденная Чатникова), родилась 21 ноября 1877 года. Умерла 19 января 1951 года, была упокоена на кладбище Сент-Женевьев-де-Буа.
- Дочь — Анна Мстиславовна (в замужестве Копытько) — родилась 17 декабря 1899 года в Севастополе. Муж — офицер флота Копытько Сергей Николаевича (28.08.1897, Одесса −17.04.1960). В эмиграции во Франции. Умерла 25 апреля 1993 года.
- Сын — Ермаков Владимир Мстиславович — родился 7 апреля 1901 года в Одессе. Кадет Морского корпуса с 1919 года. Гардемарин 3-й роты на лето 1920 года. Эвакуировался с Русской эскадрой в Бизерту. На период 1921 −1923 года находятся в Бресте. По семейным обстоятельствам корпус не окончил. На август 1923 года, по ходатайству отца был принят крейсер «Жанна д Арк» для прохождения практического плавания. 11 февраля 1932 года стал гражданином Франции. Перед Второй Мировой войной был мобилизован на флот в береговую оборону в Брест. Мичман в резерве с 8 октября 1939 года. С 21 ноября 1939 на посыльном судне «Vauquois». Погиб 18 июня 1940 года при взрыве магнитной мины напротив Ле-Конке. Был посмертно награждён орденом Почётного Легиона.
- Сын — Ермаков Мстислав Мстиславович — родился 30 октября 1902 года в Одессе. Кадет Морского корпуса с 1919 года. На лето 1920 года в третьей гардемаринской роте. Эвакуировался с Русской эскадрой в Бизерту. На март 1921 года в Морском корпусе в изгнании. Проходил корабельную практику на учебном крейсере Франции «Жанна д Арк» в августе 1923 года. Эмигрировал во Францию к родителям. Обучался в одном из ВУЗов Парижа. 26 января 1932 года принял гражданство Франции. Инженер. С началом Второй Мировой войны был призван во французскую армию. Воевал, был тяжело ранен. Жил в Париже. Умер 1 марта 1954 года, был похоронен на кладбище Сент-Женевьев-де-Буа.
- Сын — Ермаков Петр Мстиславович — родился 16 мая 1904 года в Одессе. Кадет младших классов Морского корпуса Севастополе с 1919 года. Эвакуировался с Русской эскадрой в Бизерту. 15 мая 1937 года принял гражданство Франции. Умер 27 декабря 1975 года, был похоронен на кладбище Сент-Женевьев-де-Буа.
- Сын — Ермаков Ростислав Мстиславович — 27 июля 1907 — 26 декабря 1961. Инженер. Был похоронен на кладбище Сент-Женевьев-де-Буа